# Ivan Kučírek
Ivan Kučírek (Břeclav, 25 de novembro de 1946 – Brno, 5 de fevereiro de 2022) foi um ciclista olímpico tchecoslovaco. Representou sua nação nos Jogos Olímpicos de Verão de 1964, 1968 e 1972. Ao lado de Pavel Martínek, conquistou três ouros no tandem do Campeonato Mundial de Pista no início da década de 1980.
Kučírek morreu em 5 de fevereiro de 2022, aos 75 anos de idade, em Brno.